# ويليام ليسلي
ويليام ليسلي (بالإنجليزية: William Leslie) (8 أغسطس 1751 – 3 يناير 1777) كان نبيلاً وضابطًا في الجيش البريطاني. وهو الابن الثاني لإيرل ليفن وملفيل من اسكتلندا، وخدم كـنقيب في فوج القدم السابع عشر التابع للجيش البريطاني خلال حرب الاستقلال الأمريكية.

## خلفية
وُلد ويليام ليسلي في 8 أغسطس 1751، وكان الابن الثاني لألكسندر ليسلي، إيرل ليفن وملفيل. تلقى تعليمه في جامعة سانت أندروز في اسكتلندا. التحق لاحقًا بالجيش البريطاني، وتمت ترقيته إلى رتبة نقيب في فوج المشاة السابع عشر.

## حرب الاستقلال الأمريكية
أُرسل ليسلي إلى أمريكا الشمالية مع قوات بريطانية لقمع التمرد الاستعماري. خدم تحت قيادة الجنرال ويليام هاو، وشارك في عدة معارك، من بينها معركة وايت بلينز ومعركة ترينتون الثانية.
قُتل في معركة برينستون في 3 يناير 1777 خلال هجوم شنه الجيش القاري بقيادة الجنرال جورج واشنطن.

## دفنه
رغم كونه خصمًا في المعركة، دُفن ويليام ليسلي باحترام من قبل الأمريكيين، ويرجع ذلك جزئيًا إلى الصداقة التي جمعته مع الطبيب الأمريكي بنجامين راش، أحد موقّعي إعلان الاستقلال، والذي كان يعرفه سابقًا من دراستهما في إدنبرة. نُقل جثمانه إلى مقبرة كنيسة القديس بولس في برينستون، حيث أُقيم له نصب تذكاري لاحقًا.

## إرثه
يُذكر ويليام ليسلي كرمز للفروسية العسكرية، وغالبًا ما يُستشهد بقصته كمثال على الاحترام المتبادل بين الجنود حتى في زمن الحرب.

## وصلات خارجية
- The Journal of the American Revolution – The Death of Captain William Leslie
- Historical Marker Database – Grave of Captain William Leslie